# Concile de Mantoue

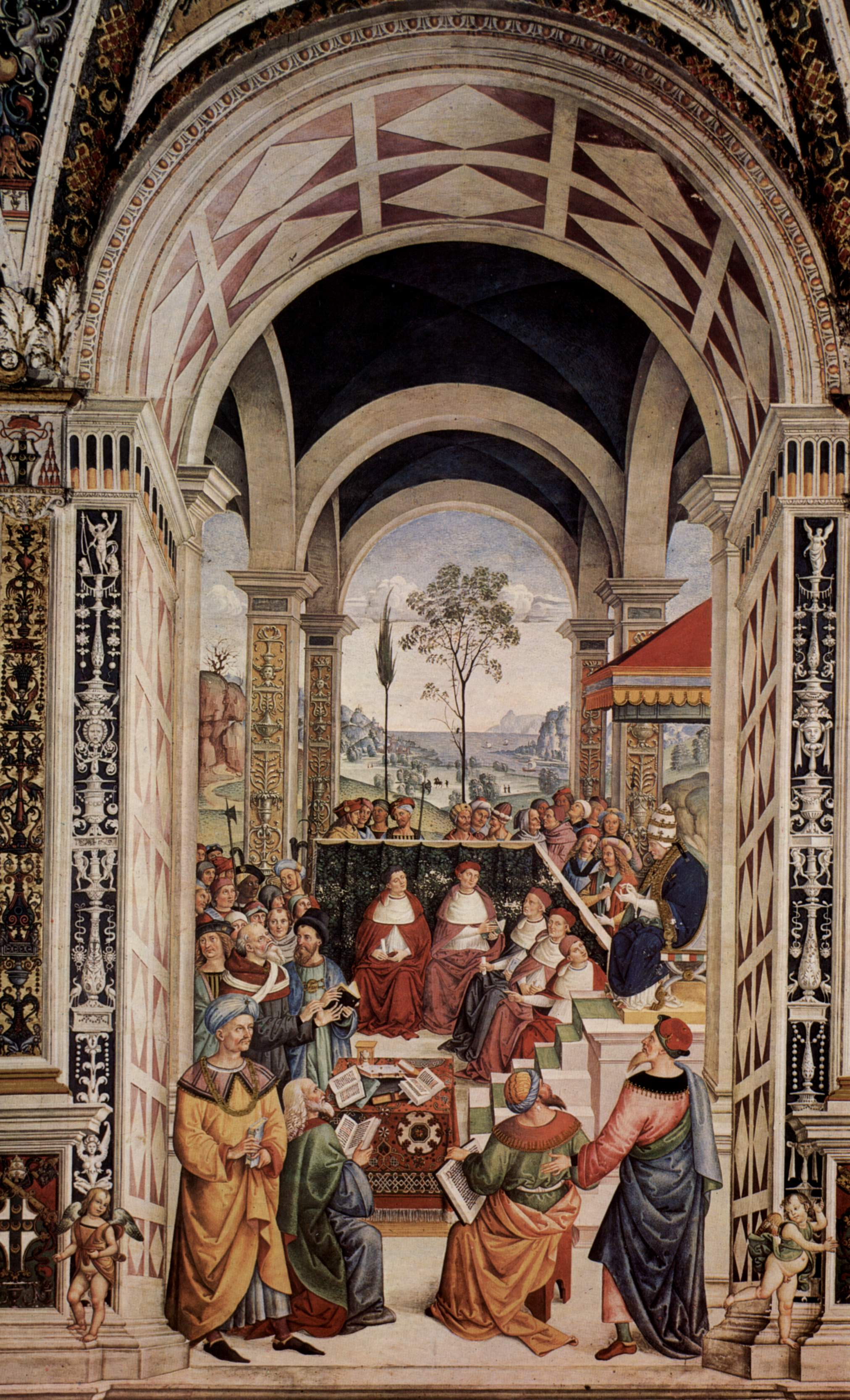
Pie II assistant au concile de Mantoue. Fresque de Pinturicchio dans la Libreria Piccolomini de la cathédrale de Sienne

Le concile de Mantoue de 1459, ou synode de Mantoue, a été une assemblée religieuse convoquée par le pape Pie II ; élu l'année précédente, ce pontife avait commencé à organiser une guerre contre l'Empire ottoman, qui avait pris Constantinople en 1453. Son appel lancé aux souverains de l'Europe était une supplication angoissée de se détourner des guerres fratricides pour faire face à l'ennemi commun de la chrétienté.

## Déroulement du concile de 1459
Le long cheminement de Pie II vers le lieu de rassemblement prit des airs de procession triomphale et il entra à Mantoue le 27 mai . Il ouvrit le concile le premier juin et, comme invité de Louis III, attendit jusqu'à septembre les différents représentants qui devaient se réunir. Le 26 septembre, il appela à une nouvelle croisade contre les Ottomans. Le cardinal Basilius Bessarion et le cardinal Juan de Torquemada étaient présents. Le duc de Bourgogne était représenté par le duc de Clèves, qui avait amené à sa suite le jeune clerc bourguignon Ferry de Clugny. L'humaniste Isotta Nogarola écrivit et envoya au pape un discours solennel en faveur d'une croisade.
Le peintre Mantegna avait été invité à Mantoue par Ludovic en 1457 ; bien qu'il fût resté à Padoue, il peignit pour le Podestà. de cette ville l'Agonie au Jardin qui est à la National Gallery de Londres ; dans ce tableau, les disciples dorment à Gethsémani, tandis que Jérusalem est représentée comme Constantinople, avec le croissant qui signifie sa prise par les Turcs. Longtemps après la mort du pape, l'artiste Pinturicchio peignit la convocation du concile parmi les scènes de la vie de Pie II sur les murs de la bibliothèque Piccolomini dans la cathédrale de Sienne.

## Critiques et résultats
Les dirigeants de l'Église n'étaient pas tous partisans d'une croisade. Le cardinal vénitien Ludovico Trevisano, patriarche d'Aquilée, avait rencontré Pie II à Sienne le 16 mars et l'avait suivi à Mantoue, mais il s'opposa aux intentions du concile.
Au moment où le Concile fut dissous, en janvier 1460, Pie II lança le 14 de ce mois un appel solennel mais inefficace à une nouvelle croisade contre les infidèles. Un des seuls dirigeants européens à y souscrire entièrement fut Vlad III, mais il avait trop à faire pour défendre son propre pays, la Valachie, et ne put contribuer avec des troupes. Cette croisade sur le papier devait durer trois ans et se révéler inefficace. Pie II mourut à Ancône, tandis qu'il faisait un dernier effort pour commencer cette campagne en donnant l'exemple lui-même.

## Source de traduction
- (en) Cet article est partiellement ou en totalité issu de l’article de Wikipédia en anglais intitulé « Council of Mantua » (voir la liste des auteurs).